# 일본뇌염 백신

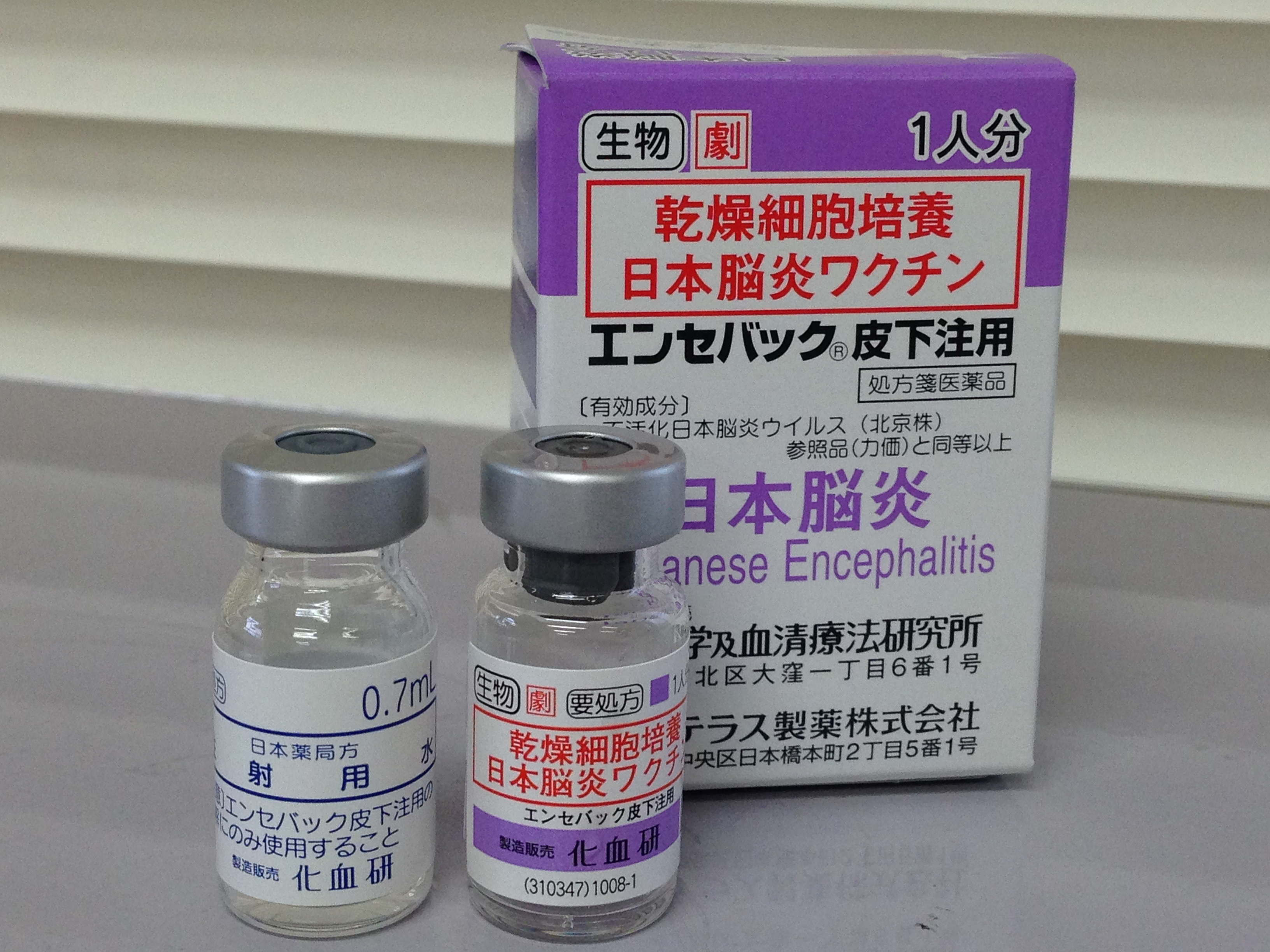
일본 뇌염 백신 ENCEVAC

일본뇌염백신(영어: Japanese encephalitis vaccine)은 일본뇌염을 예방하기 위한 백신이다. 백신은 90% 이상 효과적이다. 백신 접종의 유효상태 기간은 명확하지 않지만, 시간이 흐름에 따라 감소되는 것으로 알려져 있다. 접종은 근육에 주사하거나 피부 바로 아래에 투여한다.
질병 발병이 예상되는 국가에서는 정기 예방 접종의 일부로 권장된다. 일본뇌염에 걸리면 치료법이 없기 때문에, 백신 접종이 권장된다.
일본뇌염백신은 비교적 안전한 편에 속한다. 2015년 15종의 백신이 있다. 일본뇌염백신은 1930년대에 처음 출시되었다. WHO 필수 의약품 목록에 등재되어 있다. 미국에서는 예방 접종에 100~200USD의 비용이 소요된다.

## 백신의 종류
일본뇌염 불활성화 백신과 약독화 생백신의 교차접종은 권장하지 않는다.

### 불활성화 백신[5]
- 기초접종: 생후 12~23개월에 7~30일 간격으로 2회 접종하고, 2차 접종 12개월 뒤 3차 접종
- 추가접종: 만 6세, 만 12세에 각각 1회 접종

### 약독화 백신[5]
- 접종 대상 및 시기: 생후 12~23개월에 1회 접종하고, 1차 접종 12개월 뒤 2차 접종

## 부작용
일본뇌염백신도 경미하고 저절로 사라지는 부작용이 발생할 수 있다.

### 부작용 예시
발생할 수 있는 부작용은 다음과 같다.
- 주사 투여 부위의 통증, 압통, 발진 또는 부기 (약 4 명 중 1 명).
- 발열(주로 어린이인 경우).
- 두통, 근육통(주로 성인인 경우).
- 예방 접종 후 잠깐 동안 기절할 수 있다.
- 약 15 분 동안 앉아 있거나 누워 있으면 기절을 방지할 수 있다.
- 어지럽거나 시력이 바뀌거나 귀에서 소리가 날 경우 의사의 상담을 받아야 한다.
- 매우 드문 경우에 예방 접종 후 주사 투여에 해당하는 팔의 어깨 통증이 지속되거나 운동 범위가 줄어들 수 있다.
- 백신으로 인한 심한 알레르기 반응은 백만 번의 접종 시에 1 회 미만으로 추정되는 정도로 매우 드물다.

## 접종시 주의 사항
약독화 생백신은 다른 생백신 접종시 주의사항이나 접종 금기와 동일하며, 사백신인 경우에도 질환시나 알레르기 반응시 세심한 주의와 충분한 진찰 상담 후 접종한다.
- 중증 심혈관계, 신장 및 간장 질환[단, 급성기 증상에서 회복된 경우나 경증의 질환(가벼운 설사, 경증의 상기도 감염증 등)이 동반된 경우에는 접종 가능]
- 스테로이드 복용 : 피부용 스테로이드도 2주 이상 사용한 경우 생백신 접종 금기대상이나, 흡입용 스테로이드 사용시에는 접종 가능
- 면역글로불린 투여나 혈액제제를 투여 받은 경우는 MMR에 준해서 접종을 미루며, 생백신 투여 후 3주간은 면역글로불린을 투여 중단
- 임신